# Pravilo zaključivanja
U filozofiji logike i logike, pravilo zaključivanja ili pravilo transformacije je logička forma koja se sastoji od funkcije koja uzima premise, analizira njihovu sintaksu i vraća zaključak (ili zaključke).
Na primer, pravilo zaključivanja koje se zove modus ponens uzima dve premise, jednu u obliku „Ako je p onda q“ i drugu u obliku „p“, i vraća zaključak „q“. Pravilo važi u odnosu na semantiku klasične logike (kao i semantiku mnogih drugih neklasičnih logika), u smislu da ako su premise tačne (pod interpretacijom), onda je i zaključak.
Tipično, pravilo zaključivanja očuvava istinu, semantičko svojstvo. U mnogovrednosnoj logici, ono očuvava generalnu oznaku. Ali radnja pravila zaključivanja je čisto sintaktička i ne mora da očuvava bilo koje semantičko svojstvo: bilo koja funkcija iz seta od formule do formule se računa kao pravilo zaključivanja. Obično su važna samo rekurzivna pravila, odnosno pravila da postoji efikasan postupak za određivanje da li je bilo koja data formula zaključak datog skupa formula prema pravilu. Primer pravila koje nije efikasno u ovom smislu je beskonačno ω--pravilo.
Popularna pravila zaključivanja u propozicionoj logici uključuju modus ponens, modus tollens i kontrapoziciju. Predikatska logika prvog reda koristi pravila zaključivanja da se bavi logičkim kvantifikatorima.

## Standardna forma
U formalnoj logici (i mnogim srodnim oblastima), pravila zaključivanja se obično daju u sledećem standardnom obliku:
  Premisa#1

  Premisa#2

        ...

  Premisa#n   

  Zaključak
Ovaj izraz navodi da kad god se u toku nekog logičkog izvođenja dobiju date premise, navedeni zaključak se može uzeti zdravo za gotovo. Tačan formalni jezik koji se koristi za opisivanje premisa i zaključaka zavisi od stvarnog konteksta izvođenja. U jednostavnom slučaju, mogu se koristiti logičke formule, kao što su:
{\displaystyle A\to B}
{\displaystyle {\underline {A\quad \quad \quad }}\,\!}
{\displaystyle B\!}
Ovo je modus ponens pravilo propozicionalne logike. Pravila zaključivanja se često formulišu kao šeme koje koriste metavarijable. U pravilu (šemi) iznad, metavarijable A i B mogu biti instancirane na bilo koji element univerzuma (ili ponekad, po konvenciji, ograničeni podskup kao što su propozicije) da bi se formirao beskonačan skup pravila zaključivanja.
Sistem dokaza se formira od skupa pravila povezanih zajedno da formiraju dokaze, koji se takođe nazivaju derivacije. Svako izvođenje ima samo jedan konačni zaključak, a to je iskaz dokazan ili izveden. Ako su premise ostavljene nezadovoljene u derivaciji, onda je izvođenje dokaz hipotetičke tvrdnje: „ako premise stoje, onda zaključak važi“.